# Casa a prima vista (sesta edizione)

## Episodi
| n. | Prima TV       | Acquirenti                      | Sede              | Agenti     | Agenti    | Agenti   |
| n. | Prima TV       | Acquirenti                      | Sede              | Di Filippo | Torre     | D'Amico  |
| -- | -------------- | ------------------------------- | ----------------- | ---------- | --------- | -------- |
| 1  | 5 maggio 2025  | Antonio e Chrisian              | Milano            |            |           |          |
| n. | Prima TV       | Acquirenti                      | Sede              | Agenti     | Agenti    | Agenti   |
| n. | Prima TV       | Acquirenti                      | Sede              | Sassu      | Mayer     | Pulieri  |
| 2  | 6 maggio 2025  | Enrica                          | Roma              |            |           |          |
| n. | Prima TV       | Acquirenti                      | Sede              | Agenti     | Agenti    | Agenti   |
| n. | Prima TV       | Acquirenti                      | Sede              | Di Filippo | Torre     | D'Amico  |
| 3  | 7 maggio 2025  | Milena e Damiano                | Milano            |            |           |          |
| n. | Prima TV       | Acquirenti                      | Sede              | Agenti     | Agenti    | Agenti   |
| n. | Prima TV       | Acquirenti                      | Sede              | Sassu      | Mayer     | Pulieri  |
| 4  | 8 maggio 2025  | Francesco e Giovanna            | Roma              |            |           |          |
| n. | Prima TV       | Acquirenti                      | Sede              | Agenti     | Agenti    | Agenti   |
| n. | Prima TV       | Acquirenti                      | Sede              | Di Filippo | Torre     | Sassu    |
| 5  | 9 maggio 2025  | Martina                         | Milano            |            |           |          |
| n. | Prima TV       | Acquirenti                      | Sede              | Agenti     | Agenti    | Agenti   |
| n. | Prima TV       | Acquirenti                      | Sede              | Di Filippo | Gallo     | D'Amico  |
| 6  | 12 maggio 2025 | Monia ed Emilie                 | Milano            |            |           |          |
| n. | Prima TV       | Acquirenti                      | Sede              | Agenti     | Agenti    | Agenti   |
| n. | Prima TV       | Acquirenti                      | Sede              | Sassu      | Mayer     | Pulieri  |
| 7  | 13 maggio 2025 | Gabriella e Pasquale            | Roma              |            |           |          |
| n. | Prima TV       | Acquirenti                      | Sede              | Agenti     | Agenti    | Agenti   |
| n. | Prima TV       | Acquirenti                      | Sede              | Di Filippo | Torre     | D'Amico  |
| 8  | 14 maggio 2025 | Iside e Marco                   | Milano            |            |           |          |
| n. | Prima TV       | Acquirenti                      | Sede              | Agenti     | Agenti    | Agenti   |
| n. | Prima TV       | Acquirenti                      | Sede              | Sassu      | Mayer     | Pulieri  |
| 9  | 15 maggio 2025 | Sara e Flavio                   | Roma              |            |           |          |
| n. | Prima TV       | Acquirenti                      | Sede              | Agenti     | Agenti    | Agenti   |
| n. | Prima TV       | Acquirenti                      | Sede              | Di Filippo | Torre     | D'Amico  |
| 10 | 16 maggio 2025 | Elisa e Rosario                 | Milano            |            |           |          |
| n. | Prima TV       | Acquirenti                      | Sede              | Agenti     | Agenti    | Agenti   |
| n. | Prima TV       | Acquirenti                      | Sede              | Di Filippo | Torre     | D'Amico  |
| 11 | 19 maggio 2025 | Paola e Renato                  | Milano            |            |           |          |
| n. | Prima TV       | Acquirenti                      | Sede              | Agenti     | Agenti    | Agenti   |
| n. | Prima TV       | Acquirenti                      | Sede              | D'Amico    | Mayer     | Pulieri  |
| 12 | 20 maggio 2025 | Manuel e Laura                  | Roma              |            |           |          |
| n. | Prima TV       | Acquirenti                      | Sede              | Agenti     | Agenti    | Agenti   |
| n. | Prima TV       | Acquirenti                      | Sede              | Di Filippo | Torre     | D'Amico  |
| 13 | 21 maggio 2025 | Aurelia                         | Milano            |            |           |          |
| n. | Prima TV       | Acquirenti                      | Sede              | Agenti     | Agenti    | Agenti   |
| n. | Prima TV       | Acquirenti                      | Sede              | Sassu      | Mayer     | Pulieri  |
| 14 | 22 maggio 2025 | Alessandro e Giacomo            | Roma              |            |           |          |
| n. | Prima TV       | Acquirenti                      | Sede              | Agenti     | Agenti    | Agenti   |
| n. | Prima TV       | Acquirenti                      | Sede              | Sassu      | Mayer     | Pulieri  |
| 15 | 23 maggio 2025 | Ferdinando                      | Roma              |            |           |          |
| n. | Prima TV       | Acquirenti                      | Sede              | Agenti     | Agenti    | Agenti   |
| n. | Prima TV       | Acquirenti                      | Sede              | Di Filippo | Torre     | D'Amico  |
| 16 | 26 maggio 2025 | Paolo                           | Milano            |            |           |          |
| n. | Prima TV       | Acquirenti                      | Sede              | Agenti     | Agenti    | Agenti   |
| n. | Prima TV       | Acquirenti                      | Sede              | Sassu      | Mayer     | Pulieri  |
| 17 | 27 maggio 2025 | Martina e Valerio Massimo       | Roma              |            |           |          |
| n. | Prima TV       | Acquirenti                      | Sede              | Agenti     | Agenti    | Agenti   |
| n. | Prima TV       | Acquirenti                      | Sede              | Di Filippo | Torre     | D'Amico  |
| 18 | 28 maggio 2025 | Valentina                       | Milano            |            |           |          |
| n. | Prima TV       | Acquirenti                      | Sede              | Agenti     | Agenti    | Agenti   |
| n. | Prima TV       | Acquirenti                      | Sede              | Sassu      | Mayer     | Pulieri  |
| 19 | 29 maggio 2025 | Valentina, Andrea, Eva e Cesare | Roma              |            |           |          |
| n. | Prima TV       | Acquirenti                      | Sede              | Agenti     | Agenti    | Agenti   |
| n. | Prima TV       | Acquirenti                      | Sede              | Di Filippo | Torre     | D'Amico  |
| 20 | 30 maggio 2025 | Annalisa e Manuel               | Milano            |            |           |          |
| n. | Prima TV       | Acquirenti                      | Sede              | Agenti     | Agenti    | Agenti   |
| n. | Prima TV       | Acquirenti                      | Sede              | Sassu      | Mayer     | Pulieri  |
| 21 | 2 giugno 2025  | Marco e Maria                   | Roma              |            |           |          |
| n. | Prima TV       | Acquirenti                      | Sede              | Agenti     | Agenti    | Agenti   |
| n. | Prima TV       | Acquirenti                      | Sede              | Di Filippo | Magni     | D'Amico  |
| 22 | 3 giugno 2025  | Anna                            | Milano            |            |           |          |
| n. | Prima TV       | Acquirenti                      | Sede              | Agenti     | Agenti    | Agenti   |
| n. | Prima TV       | Acquirenti                      | Sede              | Sassu      | Mayer     | Pulieri  |
| 23 | 4 giugno 2025  | Riccardo e Selvaggia            | Roma              |            |           |          |
| n. | Prima TV       | Acquirenti                      | Sede              | Agenti     | Agenti    | Agenti   |
| n. | Prima TV       | Acquirenti                      | Sede              | Di Filippo | Torre     | D'Amico  |
| 24 | 5 giugno 2025  | Fabiola                         | Milano            |            |           |          |
| n. | Prima TV       | Acquirenti                      | Sede              | Agenti     | Agenti    | Agenti   |
| n. | Prima TV       | Acquirenti                      | Sede              | Sassu      | Mayer     | Pulieri  |
| 25 | 6 giugno 2025  | Mirko e Rita                    | Napoli            |            |           |          |
| n. | Prima TV       | Acquirenti                      | Sede              | Agenti     | Agenti    | Agenti   |
| n. | Prima TV       | Acquirenti                      | Sede              | Tedeschi   | Quartieri | Nencioni |
| 26 | 9 giugno 2025  | Graziella e Sergio              | Versilia          |            |           |          |
| 27 | 10 giugno 2025 | Simona e Giulio                 | Lucca             |            |           |          |
| 28 | 11 giugno 2025 | Timothy                         | Firenze           |            |           |          |
| 29 | 12 giugno 2025 | Giorgia e Tommaso               | Campagna di Lucca |            |           |          |
| 30 | 13 giugno 2025 | Francesca e Sofia               | Versilia          |            |           |          |
| 31 | 16 giugno 2025 | Anna e Tomas                    | Lucca             |            |           |          |
| 32 | 17 giugno 2025 | Ghergana e Francesco            | Firenze           |            |           |          |
| 33 | 18 giugno 2025 | Simona                          | Firenze           |            |           |          |
| 34 | 19 giugno 2025 | Francesco                       | Livorno           |            |           |          |
| 35 | 20 giugno 2025 | Lavinia e Lucrezia              | Firenze           |            |           |          |